# Rhipidoglossum schimperianum
Rhipidoglossum schimperianum là một loài thực vật có hoa trong họ Lan. Loài này được (A.Rich.) Garay miêu tả khoa học đầu tiên năm 1972.